# Корденонс
Кордено̀нс (на италиански и на фриулски: Cordenons) е град и община в Северна Италия, провинция Порденоне, автономен регион Фриули-Венеция Джулия. Разположен е на 44 m надморска височина. Населението на общината е 18 433 души (към 2010 г.).